# فیلیپ ژینیو

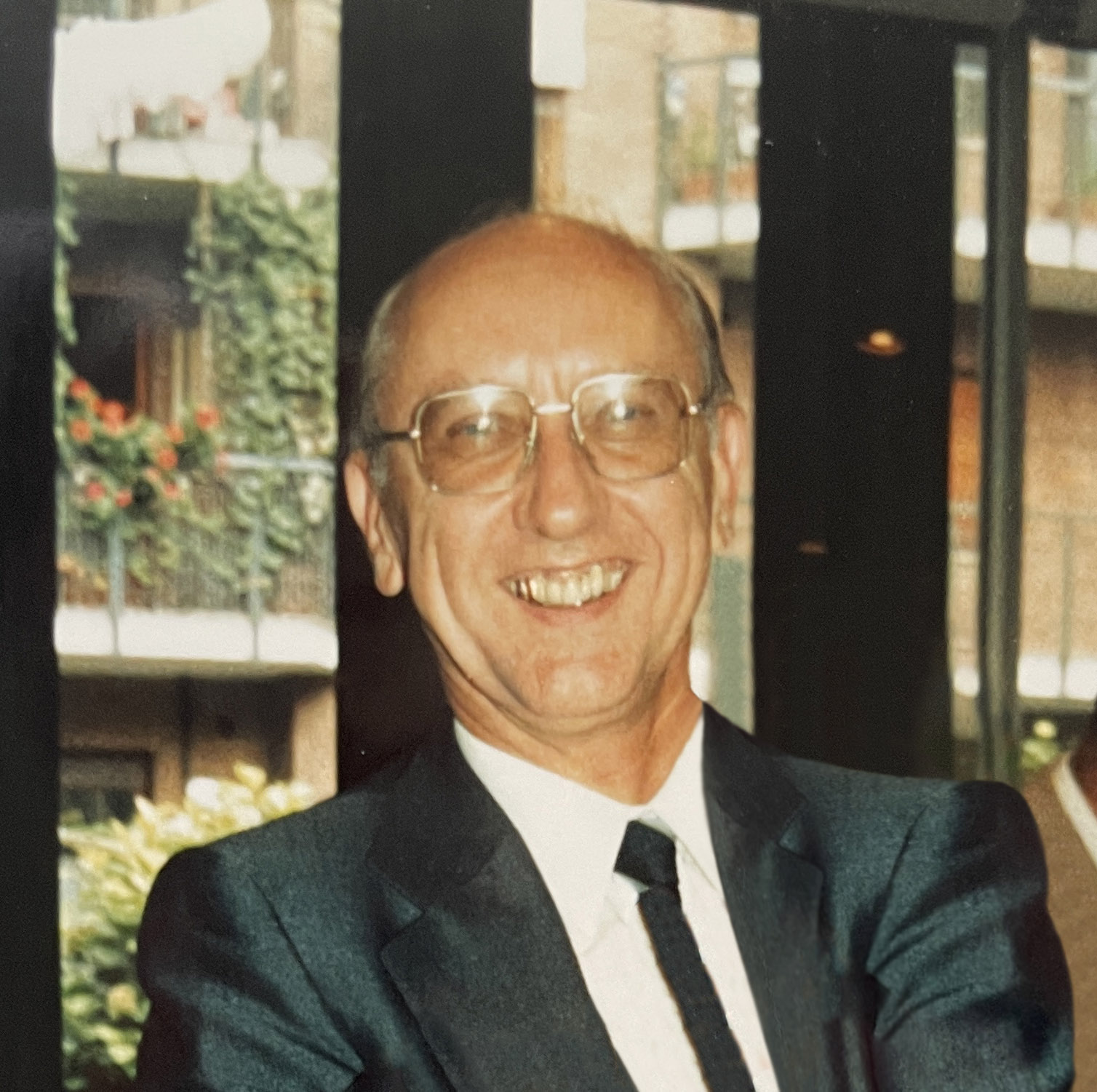
تصویر فیلیپ ژینیو

فیلیپ ژینیو (به فرانسوی: Philippe Gignoux) (زادهٔ ۱ مارس ۱۹۳۱ در Solaize فرانسه، مرگ ۲۵ سپتامبر ۲۰۲۳)، ایرانشناس، تاریخ‌دان ادیان باستان ایران و مدیر مطالعات مدرسه عملی پژوهش‌های عالی و مدیر استادیا ایرانیکا است.

## آثار
- فیلیپ ژینیو، ارداویراف‌نامه (ارداویرازنامه): حرف‌نویسی، آوانویسی، ترجمهٔ متن پهلوی، واژه‌نامه، ترجمه و تحقیق ژاله آموزگار، نشر معین و انجمن ایران‌شناسی فرانسه، چاپ اول، ۱۳۷۲

- GIGNOUX, PHILIPPE (1983). "MIDDLE PERSIAN INSCRIPTIONS".  In Ehsan Yarshater (ed.). The Cambridge History of Iran. Vol. 3(2): The Seleucid, Parthian and Sasanian Periods. Cambridge University Press.

مقالات در دانشنامهٔ ایرانیکا:
- ĒWĒNBED
- HEALTH IN PERSIA
- HAJIABAD
- CHILIARCH
- HAMĒSTAGĀN
- DĒNAG
- ĀDUR-ANĀHĪD
- HELL i. IN ZOROASTRIANISM
- DASTGERD
- DRIYŌŠĀN JĀDAG-GŌW UD DĀDWAR
- ANĒRĀN
- PAHLAVI PSALTER
- HEALTH IN PERSIA i. PRE-ISLAMIC PERIOD
- MICROCOSM and MACROCOSM
- TAFAŻŻOLI, AḤMAD
- HAJIABAD i. INSCRIPTIONS
- ĀZARMĪGDUXT
- AHLAW
- SHAMANISM
- BESMELLĀH
- COURTS AND COURTIERS ii. In the Parthian and Sasanian periods
- ARDĀ WĪRĀZ
- ZĀDSPRAM
- MENASCE, JEAN PIERRE DE
- DINAR
- DIRHAM
- SYRIAC LANGUAGE ii. SYRIAC WRITINGS ON PRE-ISLAMIC IRAN
- BAHMAN (1)
- MARICQ, André
- FRANCE xii(b). IRANIAN STUDIES IN FRANCE: PRE-ISLAMIC PERIOD
- DĒNKARD